# 阿古斯丁·馬切辛
阿古斯丁·费德里科·馬切辛（西班牙語：Agustín Federico Marchesín；1988年3月16日—），阿根廷足球運動員，現效力於巴西足球甲級聯賽球會甘美奧，阿根廷國家足球隊成員，司職守門員。

## 俱樂部生涯
馬切辛職業生涯出身於阿根廷球隊颶風隊，2009年加盟拉努斯，並且效力5年。2013年在的指揮下奪得了2013年南美球會盃冠軍。
2019年7月，葡超球隊波圖官方宣佈簽下墨西哥超級足球聯賽球隊CF阿美利加門將馬切辛，雙方簽下一份為期4年，直到2023年到期的合同。

## 國家隊生涯
早在執教阿根廷國家足球隊的時候馬切辛就入選了集訓隊，不過沒有得到出場機會。2015年代替受傷的參加2015年美洲杯，但也是替補席成員。
阿根廷在主場和委內瑞拉進行一場友誼賽。馬切辛作為主力門將被徵召入隊，參加了比賽。

## 榮譽

### 球會
拉努斯
- Copa Sudamericana: 2013

Santos Laguna
- Liga MX: Clausura 2015
- Campeón de Campeones: 2015

CF亞美利加
- 墨西哥足球超級聯賽：Apertura 2018
- 墨西哥盃：Clausura 2019
- 墨西哥冠軍盃：2019

波圖
- 葡萄牙超級足球聯賽：2019–20
- 葡萄牙盃：2019–20
- 葡萄牙超級盃：2020

### 國家隊
阿根廷
- Copa América runner-up: 2015

### 個人
- Toulon Tournament Best Goalkeeper: 2009[4]
- Ubaldo Fillol Award: Torneo Inicial 2012
- Liga MX Golden Glove: 2015–16, 2018–19
- Liga MX Best XI: Apertura 2017, Clausura 2018, Apertura 2018
- Primeira Liga Goalkeeper of the Month: August 2019,[5] September 2019,[6] October/November 2019,[7] December 2019[8]
- Primeira Liga Team of the Year: 2019–20[9]
- Primeira Liga Goalkeeper of the Year: 2019–20[10]

## 外部連結
- Agustín Marchesín at ESPN Deportes （西班牙語）